# L'abella Maia
L'abella Maia (みつばちマーヤの冒険, Mitsubachi Maya no bōken, Les aventures de l'abella Maia) és un anime japonès del 1975 que recrea les aventures d'una abella anomenada Maia. La sèrie està basada un el llibre del 1912 de l'escriptor alemany per a infants Waldemar Bonsels.
Una adaptació a animació en 3D fou produïda el 2012 per Studio 100, i doblada i emesa en català en el canal Super3.

## Dades generals
Produïda per la companyia japonesa Nippon Animation, amb la col·laboració de la companyia alemanya Zweites Deutsches Fernsehen (ZDF) i de l'austríaca Österreichischer Rundfunk (ORF), la sèrie compta amb 55 episodis i va ser emesa per primera vegada al Japó entre l'abril del 1975 i l'abril del 1976 per la cadena TV Asahi.
Està basada en el llibre infantil publicat l'any 1912 de l'escriptor Waldemar Bonsels i està traduïda a diversos idiomes.
El 1979 es va realitzar una segona tanda d'altres 52 episodis amb el títol Les noves aventures de l'abella Maia, emesa al Japó entre l'octubre del 1982 i el setembre del 1983.
La sintonia de la sèrie va ser composta pel txec Karel Svoboda.
S'ha doblat en català, en versió central (emissió pel K3 i canal Super 3 a partir del 5 de febrer de 2004), versió occidental (Punt Dos/À Punt) i illenca (emissió per IB3).
El 2012 Studio 100 va produir una nova sèrie de TV que usava l'animació 3D, formada per 78 episodis d'uns 13 minuts que fou emesa pel canal Super 3.

## Argument
La història se centra en les aventures de Maia, una jove abella inquieta, aventurera i preguntadora que es mou en un entorn atapeït de tota mena d'insectes i altres bestioles. Maia és enviada per l'abella reina a buscar pol·len per al seu rusc. En aquesta tasca Maia, juntament amb el seu inseparable amic Willi l'abellot, descobreix un món nou al seu voltant i entaula amistat amb nombroses criatures del bosc com el saltamartí Flip, l'aranya Tecla, la mosca Puck, l'escarabat Kurt o el ratolí Alexandre.

## El títol en altres idiomes
Alemany: Die Biene Maja und ihre Abenteuer, txec: Včelka Mája, croata: Pčelica Maja, eslovac: Včielka Maja, eslovè: Čebelica Maja, espanyol: La abeja Maya, finès: Maija Mehiläinen, francès: Maya l'abeille, hebreu: Maya hadvora, hongarès: Maja a méhecske, portuguès: A abelha Maia, anglès: Maya the Bee, italià: L'ape Maia, neerlandès: Maja de Bij, polonès: Pszczółka Maja, serbi: Пчелица Маја/Pčelica Maja, búlgar: Пчеличката Мая, japonès: みつばちマーヤの冒険
(Mitsubachi Māya no Boken), turc: Arı Maya.